# 京都市三大事業
京都市三大事業（きょうとしさんだいじぎょう）とは、明治末年から大正初年に掛けて京都市で行われた都市基盤整備事業。「第二琵琶湖疏水（第二疏水）開削」、「上水道整備」、「道路拡築および市電敷設」の3つを言う。ここでは、三大事業のほか、その後に旧都市計画法に基づき行われた都市計画、道路拡築などの事業についても述べる。

## 経緯
府知事が市長を兼任する市制特例が終わり、1898年（明治31年）10月にようやく他都市と同様の自治権を持つようになった京都市は、琵琶湖疏水の蹴上発電所の発電量が市内工場の電力需要を満たす限界に来ていたことや、人口の増加により井戸水が汚染されることによる伝染病の流行などの課題を解決し都市の発展を図る社会資本整備の必要に迫られていた。
初代京都市長内貴甚三郎は、これらを解決するための事業を企図したが、市会の同意や、政府の許可を得られず、また日露戦争の開始によってその取組は中断することになる。
その日露戦争の終結（1905年（明治38年）9月）前後から、主要都市において積極的な都市改造事業の動きが出てきていた。京都市においては、1906年（明治39年）3月市会における1906年度（明治39年度）予算説明の中で、第2代京都市長西郷菊次郎が「三大事業」という言葉をはじめて使用して、より多くの水と電力を得る水利事業である第二疏水開削、衛生状態を改善するため第二疏水から得られる大量の水を用いた上水道整備、市内の輸送力の大幅な増加を図る道路拡築（市営による電気鉄道敷設についても付属するものとして考えを示した。）の3つの柱からなる積極的な都市改造事業を説明した。
1906年（明治39年）4月、内貴前市長時代に申請していた第二疏水建設が内務省から許可され、1906年11月に、市会で第二疏水と上水道建設の予算が可決された。
道路拡築については、対象路線およびその幅員について市会内部で対立があったが、1907年（明治40年）3月の市会で、七条線・四条線・丸太町線・今出川線・東山線・烏丸線・千本大宮線の7路線に確定した。この拡築した道路での電気鉄道の敷設については、既に京都市内に電気鉄道を敷設し営業を行っていた京都電気鉄道が、道路拡築工事費用の半額を市に寄付し、相当額の補償金を市に納入するという条件で、拡築路線における営業を申請をしていたが、内閣は民営不許可の指令を出したことにより、電気鉄道は市営となることとなった。
1907年（明治40年）3月、市会は「道路拡築並電気軌道建設費」を可決した。第二疏水と上水道建設と合わせると総額1726万円と、当時の市税収入の34倍もの額の予算となった。
1908年（明治41年）10月に平安神宮で三大事業起工式が行われた。まずは内債によって第二疏水の工事が行われた。
事業においては、外債の発行により資金調達を行うことを予定していたが、当初日露戦争後の世界不況によって欧米での金融事情が悪化していたことから、事業の決定から遅れた1909年（明治42年）7月から、利子は5パーセントで、10年据え置きの後に20年で償還するという内容で4500万フラン（日本円で1755万円）の外債の販売が始まった。当初分に加え、1912年には500万フランが追加販売されている。
返済資金として期待された市電の営業成績は良好で、第一次世界大戦後のフラン安の影響もあり、償還期間の30年を繰り上げて返済することになった。
なお、この時期京都市だけでなく、東京市や大阪市でも同じように外債を用いて都市基盤整備事業を行っている。
二期目在任中の西郷市長は1911年（明治44年）4月に持病の結核を再発、7月に辞任したが、既に軌道に乗っていた事業は順調に進み、1912年（明治45年）4月1日から上水道の給水が開始され、同年4月15日に第二疏水全工事が完了、5月10日から通水された。また、6月には市電運転も一部で開始されたことから、6月15日に三大事業竣工の祝典が行われた。
翌1913年（大正2年）8月までには、市電第1期路線すべてが完成した。疏水の付帯工事である発電所についても1914年（大正3年）に竣工した。これら三大事業の工事費は付帯工事を含めると1960万円に達している。

## 京都市区改正設計

### 経緯
東京においては、1888年（明治21年）に公布された「東京市区改正条例」に基づき、都市計画事業として「市区改正事業」が行われていたが、東京以外の大都市においては、法的な支援のない任意の事業として都市計画事業を行ってきた。京都市で明治末年から大正初年に掛けて行われた三大事業もそれに該当する。
第一次世界大戦による好況は都市への人口集中をもたらし、都市は周辺部へと拡大していくことになった。この都市の拡大に対応していくために大都市では都市基盤整備を行う必要が生じてきた。そこで、東京以外の大都市における都市計画事業の要請に応えるため、「東京市区改正条例」を準用することが1918年（大正7年）に実現することになった。
また、続いて1919年（大正8年）に制定された「都市計画法」（現在の都市計画法とは異なる旧法）によって、道路の拡築を中心とし土木・衛生事業のみを規定する「市区改正事業」に加えて、用途に基づく地域指定、土地収用手続きの簡素化などを盛り込むとともに、市域を超えて都市計画区域を定めることが出来ることになった。
そこで、京都市は都市計画法に基づく事業とすることを前提として市区改正案の策定を進め、1919年（大正8年）12月にその案が公表された。その内容は、1918年（大正7年）に編入した旧村を含む地域において、14路線を12～15間の幅で拡築するものである。
この市区改正案は、河原町通の拡幅を含むものであった。当時の河原町通は幅も狭くまた、南は松原通で終わっていたことから、道路予定区域の住民を中心に反対運動が行われ、それを受けて、同月行われた市区改正委員会では、河原町線案から、二条通から七条通までの間、高瀬川を暗渠にして木屋町通を拡幅する木屋町線案に変更するなどの修正が行われ、15路線による「京都市区改正設計」が決定された。
これを受け、高瀬川沿岸住民からは、高瀬川の保存のための木屋町線拡張反対が訴えられた。市会での調査が行われ、結果、1920年（大正9年）6月に市会は木屋町線を改める意見書を可決した。一方、河原町線反対側も多くの署名を集め、市会の意見書に反対する陳情書を、内務大臣や京都市長に提出している。
これらの主張のなか、都市計画法に基づき設置される都市計画京都地方委員会において、1921年（大正10年）7月に木屋町線を改め河原町線とする建議案が出されたが、否決された。道路拡幅・市電敷設の計画は、同1921年8月に内閣によって認可された。
その後も、河原町線か木屋町線かがなかなか決着しないこともあり、1922年（大正11年）3月、道路拡築及び市電の敷設は烏丸通（今出川通から現在の北大路橋西詰まで）から着手することになった。
1922年（大正11年）6月、都市計画京都地方委員会において、木屋町線を改め河原町線とする建議案が再び提出され、今度は可決されて河原町線を拡築することに決定した。東大路通と烏丸通の間の幹線としては木屋町線では東に偏っていることや、高瀬川の史蹟保存などが理由となった。
この1922年6月の委員会で「京都都市計画区域」が可決され、同年8月に内閣の認可を得た。内容は、京都市域のみならず、紀伊郡伏見町を含む3町27か村の全部と、綴喜郡八幡町や5か村の一部にわたるものであった。この都市計画区域決定を受け、同委員会は特別委員会を設けて用途区域を検討することとした。（1回目の指定は1924年。）
1923年（大正12年）10月に烏丸通の拡幅が終了した。河原町線は、今出川通と丸太町通の間が拡幅の第1期路線として1923年12月から工事が着手され、1924年（大正13年）10月に完了した。その後、1926年（大正15年）7月に四条通まで、12月に五条通までが開通した。
この道路拡幅・市電敷設事業では、三大事業とは異なり、沿道住民に受益者負担を求め、それを次の工事費用の一部として充てることとしていた。これには政府が起債を認めなかった為である。
京都市は、1926年（大正15年）に市債を含む事業計画を策定したが、政府から起債の承認を得られず、計画は実行できなかった。
このように起債が制限され、市街幹線道路の整備が思わしく進捗しなかったこともあり、京都市は同1926年に、外周幹線道路（北大路通・西大路通・九条通など）の整備を、その沿道の区画整理事業と同時に行うことに変更した。これにより地主は、区画整理組合をつくり、受益者負担の代わりに道路敷地を無償で供出することになった。
1926年（大正15年）12月25日、大正天皇が崩御し、裕仁親王が践祚した。京都御所で行われることになる即位の大礼に合わせ、京都市は道路整備等の都市計画事業を進める方針を打ち出した。1927年（昭和2年）6月、内務省は京都市に1927年・1928年度（昭和2・3年度）2年分の都市計画事業費515万円の起債を認可した。これによって、河原町通・東大路通・今出川通・丸太町通・西大路通・七条通・三条通などの道路拡幅・市電敷設事業が進んだ。しかし、1929年7月に内閣が起債を抑制する方向を打ち出したため、京都市は1929年度・1930年度（昭和4・5年度）と都市計画事業を繰り延べざるを得なくなった。
1931年（昭和6年）4月、京都市は隣接する1市26町村を編入した。これによって、新たに編入された区域にもおいても都市計画事業を進めていく必要性が高まった。そこで、1931年から日中戦争が始まる前年の1936年（昭和11年）にかけての長期間にわたり、都市計画事業が継続的に進められた。これによって、今出川通・七条通の東西幹線、南北幹線である千本通・大宮通が全通し、北大路通・西大路通・九条通の外周幹線も大部分が完成することになった。